# ياسونوري تاكادا
ياسونوري تاكادا (باليابانية: 高田 保則) (22 فبراير 1979 في يوكوهاما في اليابان – )؛ هو لاعب كرة قدم ياباني سابق كان يلعب كمهاجم.

## وصلات خارجية
- ياسونوري تاكادا على موقع الاتحاد الدولي (مؤرشف)  (الإنجليزية)
- ياسونوري تاكادا على موقع رابطة كرة القدم اليابانية للمحترفين (اليابانية)
- ياسونوري تاكادا على موقع Soccerway.com (الإنجليزية)
- ياسونوري تاكادا على موقع عالم كرة القدم.نت (الإنجليزية)